# Museu da Gastronomia Maranhense
Il Museu di Gastronomia Maranhense è il museo della cucina del Maranhão.

## Storia
Inaugurato nel giugno 2019, in un palazzo del centro storico, costruito nel XIX secolo, il museo si propone di offrire ai visitatori un'esperienza attraverso i sapori della cucina locale, consentendo loro di conoscere la cultura del Maranhão attraverso le sue prelibatezze. Si cerca inoltre di promuovere la gastronomia locale come elemento d'identità culturale. Oltre a riunire mostre con informazioni e curiosità sulla gastronomia del Maranhão, il museo si dedica anche a offrire corsi di formazione permanente nel campo della gastronomia.